# Aechmea cathcartii
Espèce
Classification phylogénétique
Synonymes
- Lamprococcus cathcartii (C.F.Reed & Read) L.B.Sm. & W.J.Kress

Aechmea cathcartii est une espèce de plante de la famille des Bromeliaceae, endémique du Venezuela.

## Synonymes
- Lamprococcus cathcartii (C.F.Reed & Read) L.B.Sm. & W.J.Kress[2].

## Distribution
L'espèce est endémique de l'État de Miranda au Venezuela.